# Burchard de Istria
Burchard (de asemenea, Burkhard sau Purcard) (d. între 1106 și 13 februarie 1107) a fost numit margraf de Istria cândva înainte de anul 1093.
Burchard era fiul lui Burchard I de Moosburg și frate mai mare al lui Burchard al III-lea de Moosburg. El ar fi fost numit margraf de Istria, dat fiind că este amintit ca având această demnitate într-un document emis de împăratul Henric al IV-lea, unde figurează alături de alți nobili din Bavaria sa natală.
De asemenea, el ar fi fost numit "vogt" de Aquileia în 1101. A fost căsătorit cu Acica, cu care a avut o fiică numită Matilda.
După moartea sa, ginerele său Conrad ar fi exercitat autoritatea în Aquileia.